# London Plan
The London Plan is een plan voor de toekomstige ruimtelijke ontwikkeling van de Britse metropool Groot-Londen. Het plan is geschreven in opdracht van de burgemeester van Londen en in 2004 gepubliceerd door de Greater London Authority. In 2008, 2011, 2013 en 2015 volgden revisies; de versie uit 2015 bevat de te volgen strategie voor de regio tot 2036.

## Geschiedenis
Het London Plan vervangt een eerder toekomstplan voor Londen dat door de staatssecretaris werd gepubliceerd onder de titel Regional Planning Guidance 3. Het huidige plan is een gevolg van de Greater London Authority Act van 1999, waarin de autoriteiten werden opgedragen een plan in te dienen met betrekking tot de gezondheid van de inwoners van Londen, gelijke kansen van de inwoners en de bijdrage van de stad aan de duurzame ontwikkeling van het Verenigd Koninkrijk.
De oorspronkelijke doelstellingen van het London Plan in 2004 waren:
1. het ruimte bieden aan de groei van Londen binnen de grenzen van de agglomeratie zonder in te teren op bestaande open gebieden;
2. Londen een betere stad te maken om in te wonen;
3. Londen een meer welvarende stad te maken met een sterke en gevarieerde economische groei;
4. het bevorderen van sociale cohesie en het aanpakken van sociale ongelijkheid en discriminatie;
5. Londen beter bereikbaar te maken;
6. Londen een aantrekkelijkere, beter vormgegeven en groenere stad te maken.

## Hoofdlijnen

### Subregio's
Het London Plan bepaalt de sterke kanten en ontwikkelingsmogelijkheden van de verschillende deelgebieden waaruit de metropool is opgebouwd. De indeling in subregio's is sinds 2004 enigszins gewijzigd, hoewel de oude, 19e-eeuwse hoofdindeling (Inner en Outer London), aangevuld met een Central Activities Zone, hetzelfde is gebleven:

Subregio's in het London Plan (2008-2011)
Subregio's (2004-2008 en vanaf 2011)
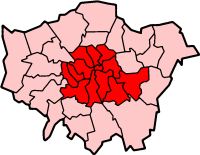
Inner en Outer London

De Central Activities Zone, het economische en culturele hart van Londen, is het kerngebied van Inner London en omvat de City of London, het grootste deel van de City of Westminster en de centrale delen van de boroughs Camden, Islington, Hackney, Tower Hamlets, Southwark, Lambeth en Kensington and Chelsea.

### Kerngebieden
Het London Plan wijst de belangrijkste kerngebieden aan in Groot-Londen, waar ook toekomstige stedelijke ontwikkelingen geconcentreerd zullen worden. De stedelijke kerngebieden worden naar invloedssfeer onderverdeeld in vier categorieën:
- 2 international centres: het West End en Knightsbridge;
- 13 metropolitan centres: Bromley, Croydon, Ealing, Harrow, Hounslow, Ilford, Kingston upon Thames, Romford, Shepherd's Bush, Stratford, Sutton, Uxbridge en Wood Green;
- 35 major centres: Angel, Barking, Bexleyheath, Brixton, Camden Town, Canary Wharf, Catford, Chiswick, Clapham Junction, Dalston, East Ham, Edgware, Eltham, Enfield Town, Fulham, Hammersmith, Holloway Nag's Head, Kensington High Street, Kilburn, King's Road East, Lewisham, Orpington, Peckham, Putney, Richmond, Queensway/Westbourne Grove, Southall, Streatham, Tooting, Walthamstow, Wandsworth, Wembley, Whitechapel, Wimbledon en Woolwich;
- 156 district centres, onder andere: Balham, Bethnal Green, Camberwell, Canning Town, Chipping Barnet, Clapham-High Street, Crayford, Deptford, Earls Court Road, East Finchley, Elephant & Castle, Erith, Finchley-Church End, Fleet Street, Forest Hill, Golders Green, Greenwich West, Hampstead, Kentish Town, Leytonstone, Liverpool Street, Mill Hill, Neasden, New Barnet, New Cross, North Finchley, Notting Hill Gate, Palmers Green, Petts Wood, Plumstead, Poplar, Portobello Road, Ruislip, Shadwell, Sidcup, South Kensington, St John's Wood, Stockwell, Stoke Newington, Surrey Quays/Canada Water, Swiss Cottage/Finchley Road, Sydenham, Thamesmead, Tottenham, Twickenham, Upminster, Upper Norwood, Wallington, Wanstead, West Norwood, Whitechapel, Willesden Green en Yiewsley/West Drayton.

### Opportunity areas
Naast de bestaande kerngebieden - en deels daarmee overlappend - wordt een aantal gebieden aangeduid als opportunity areas, gebieden met positieve ontwikkelingsmogelijkheden, veelal gelegen rondom belangrijke trein- of metrostations. Bij elk gebied zijn gespecificeerde doelen opgesteld met betrekking tot wonen en werken. Van twee gebieden wordt verwacht dat ze in de komende twee of drie decennia de transitie kunnen maken van major centre naar metropolitan centre: Canary Wharf en Woolwich. De omgeving van Brent Cross zou zelfs een sprong van district centre naar metropolitan centre kunnen maken. Twee metropolitan centres hebben de potentie uit te groeien tot international centre: Shepherd's Bush en Stratford.
De 38 opportunity areas, met de verwachte groeicijfers, zijn:
- Bexley Riverside (wonen: +4000 / werken: +7000)[7]
- Bromley (2500/2000)
- Canada Water (3300/2000)
- Charlton Riverside (3500/1000)
- City Fringe/Tech City (8700/70.000)
- Colindale/Burnt Oak (12.500/2000)
- Cricklewood/Brent Cross (10.000/20.000)
- Croydon (7300/7500)
- Deptford Creek/Greenwich Riverside (5500/4000)
- Earls Court/West Kensington (7500/9500)
- Elephant & Castle (5000/5000)
- Euston (2800-3800/7700-14.100)
- Greenwich Peninsula (13.500/7000)
- Harrow/Wealdstone (2800/3000)
- Heathrow (9000/12.000)
- Ilford (5000/800)
- Isle of Dogs (10.000/110.000)
- Kensal Canalside (3500/2000)
- King’s Cross - St Pancras (1900/25.000)

- Lewisham/Catford/New Cross (8000/6000)
- London Bridge/Borough/Bankside (1900/25.000)
- London Riverside (26.500/16.000)
- Lower Lee Valley (met Stratford) (32.000/50.000)
- Old Kent Road (2500/1000)
- Paddington (1000/5000)
- Park Royal (1500/10.000)
- Old Oak Common (24.000/55.000)
- Royal Docks/Beckton Waterfront (11.000/6000)
- Southall (6000/3000)
- Thamesmead/Abbey Wood (3000/4000)
- Tottenham Court Road (500/5000)
- Upper Lee Valley (20.100/15.000)
- Vauxhall/Nine Elms/Battersea (20.000/25.000)
- Victoria (1000/4000)
- Waterloo (2500/15.000)
- Wembley (11.500/11.000)
- White City (6000/10.000)
- Woolwich (5000/5000)

Daarnaast kregen zeven gebieden in het London Plan de aanduiding areas for intensification, met iets minder ambitieuze doelstellingen: Farringdon/Smithfield (850/2500), Haringey Heartlands/Wood Green (1000/2000), Holborn (200/2000), Kidbrooke (2500/400), Mill Hill East (2000/500), South Wimbledon/Colliers Wood (1300/500) en West Hampstead Interchange (800/100).